# Акияма, Тоёхиро
Тоёхи́ро Акия́ма (яп. 秋山 豊寛 Акияма Тоёхиро, род. 22 июля 1942 года, специальный район Сэтагая, Токио, Япония) — японский журналист, мировую известность которому принёс космический полёт, в ходе которого он стал первым японцем и первым профессиональным журналистом в космосе.

## Образование
- 1966 год — окончил факультет общественных наук Международного христианского университета в Токио.

## Профессиональная деятельность
- 1966 — начало работы в телерадиокорпорации Tokyo Broadcasting System (TBS).
- с 1967 по 1971 год — работа в Лондоне для корпорации Би-Би-Си (англ. BBC World Service).
- с 1971 года — старший редактор и комментатор программ международных новостей TBS.
- с 1984 года — директор корреспондентского бюро TBS в Вашингтоне (США).

## Космическая подготовка
- 17 августа 1989 год — прошёл отбор для осуществления коммерческого советско-японского полета, спонсируемого корпорацией TBS. Сумма, которую корпорация уплатила за полёт своего сотрудника, значительно отличается в разных источниках (28 миллионов долларов США[1], 25 миллионов[2], 5 миллиардов иен или 37 миллионов долларов США[3]). Таким образом TBS отметила сорокалетие своего создания в 1950 году.[4]
- октябрь 1989 — приступил к тренировкам в Центре подготовки космонавтов им Ю. А. Гагарина.

## Космический полёт
- 2 декабря 1990 года — стартовал в космос на корабле «Союз ТМ-11» в качестве космонавта-исследователя в составе экипажа восьмой основной экспедиции орбитальной станции «Мир» совместно с командиром корабля В.М Афанасьевым и бортинженером М. Х. Манаровым.

Стал 239-м человеком и первым японцем в космосе. Первые же часы на орбите показали недостаточность подготовки, Тоёхиро оказался подвержен «космической болезни», связанной с расстройствами вестибулярного аппарата .
- 4 декабря 1990 года — проведена стыковка с орбитальной станцией «Мир». За семь дней работы на космической станции провёл несколько прямых репортажей для японской аудитории, показательные телеуроки для японских школьников. Провёл биологические эксперименты с японскими древесными лягушками.
- 10 декабря 1990 года — возвращение на Землю на космическом корабле «Союз ТМ-10» в составе седьмой основной экспедиции совместно с командиром корабля Г. М. Манаковым и бортинженером Г. М. Стрекаловым.

Продолжительность полета составила 7 суток 21 час 54 минуты.
Статистика
| # | Стартовый корабль | Старт                 | Экспедиция    | Корабль посадки | Посадка               | Налёт                    | Выходы в открытый космос | Время в открытом космосе |
| - | ----------------- | --------------------- | ------------- | --------------- | --------------------- | ------------------------ | ------------------------ | ------------------------ |
| 1 | Союз ТМ-11        | 02.12.1990, 08:13 UTC | МИР-7 / МИР-8 | Союз ТМ-10      | 10.12.1990, 06:08 UTC | 07 суток 21 час 54 минут | 0                        | 0                        |
|   |                   |                       |               |                 |                       | 07 суток 21 час 54 минут | 0                        | 0                        |

## Деятельность после полёта
После полета работал заместителем директора департамента новостей TBS.
В апреле 1991 года с группой японских журналистов снимал фильм о состоянии Аральского моря в Казахстане.
Ушёл из корпорации TBS в 1995 году, не согласившись с активной коммерциализацией телевидения. Организовал ферму по выращиванию риса и грибов в горах Абукума в районе города Тамура в префектуре Фукусима. В апреле 2011 года после землетрясения и аварии на АЭС Фукусима-1 был вынужден бросить ферму и уехать.

## Публикации
Выступал с докладами, впоследствии опубликованными, посвященными своему полету.
- «Удовольствие космического полёта» (англ. The Pleasure of Spaceflight, Journal of Space Technology and Science, Vol.9 No.1'93).
- В соавторстве опубликовал статьи о развитии космического туризма.

## Награды
- Орден Дружбы народов (10 декабря 1990 года, СССР) — за успешное осуществление космического полета на орбитальном научно-исследовательском комплексе "Мир" [11]
- Медаль «За заслуги в освоении космоса» (12 апреля 2011 года, Россия) — за большой вклад в развитие международного сотрудничества в области пилотируемой космонавтики[12]

## Личная жизнь
Женат, двое детей. Увлечения: парусный спорт, походы, плавание, аэростаты.